# Zlato runo
Zlato runo (starogrško Χρυσόμαλλον Δέρας) je v grški mitologiji predstavljalo krzno krilatega ovna Krisomalosa (Χρυσόμαλλος). Pojavlja se v zgodbi o Jazonu in Argonavtih, ki so se z ladjo odpravili na Kolhido, da ga ukradejo kralju Eetu. Jazon je moral to nalogo opraviti zato, da bi lahko postal tesalski kralj. Zgodba se pojavlja v več različicah, najbolj poznana izvira izpod Homerjevega peresa.